# Movimento Chollima
O Movimento Chollima foi um movimento stakhanovita patrocinado pelo Estado na Coreia do Norte com o objetivo de promover o rápido desenvolvimento econômico. Lançado em 1956 ou 1958, o movimento enfatizou "incentivos ideológicos para trabalhar mais duro" e a orientação pessoal de Kim Il Sung em vez de modos racionais de gestão econômica.

## Origem
O termo Chollima se origina do cavalo voador da mitologia chinesa. A palavra Chollima pode ser traduzida como “cavalo de mil li”, referindo-se à sua capacidade de viajar 1 000 li (4 000 quilômetros) em um único dia. Também é dito que não este cavalo não pode ser cavalgado por ninguém. Esta ideia de Chollima foi usada por Kim Il sung para energizar os trabalhadores na Coreia do Norte para tirar o país dos escombros da Guerra da Coreia para obter uma vida melhor e um país mais próspero em um curto período de tempo.
Kim Il Sung introduziu o termo Chollima pela primeira vez em dezembro de 1956, pouco antes do início do plano de cinco anos de 1957–61. Durante esse período de cinco anos, a Coreia do Norte se esforçou para completar uma transformação socialista da indústria dentro do país. Funcionou para nacionalizar completamente a indústria e a agricultura e se tornar amplamente autossuficiente na produção de alimentos, roupas e moradia para todos os seus cidadãos. Kim ng deu início ao movimento Chollima para motivar o trabalho árduo pelo bem da nação para alcançar os resultados desejados do plano de cinco anos. Em uma reunião do Partido dos Trabalhadores da Coreia realizada em dezembro de 1956, Kim Il Sung exortou a nação a ser mais motivada na produção econômica. Ele disse: “Vamos produzir mais, praticar economia e cumprir o plano de cinco anos antes do previsto!” Em quatro anos, os objetivos do plano de cinco anos foram alcançados.
O sucesso do movimento Chollima foi visto pela primeira vez em 1957, quando Kim Il Sung chamou os trabalhadores em uma fábrica na cidade de Kangsong (perto de Pyongyang), que só tinha a capacidade de 60 000 toneladas para produzir mais 10 000 toneladas de aço. A fábrica, contudo, conseguiu produzir 120 00 toneladas, 60 000 toneladas a mais do que a sua capacidade. Essa conquista foi creditada como o acendimento da tocha do movimento Chollima. O termo 'cavaleiro Chollima' foi dado aos trabalhadores que ultrapassaram seus objetivos de produção. Este título incentivou as pessoas a trabalharem mais. O governo norte-coreano até lançou um slogan de 'não beba sopa' para que os trabalhadores não precisassem usar os banheiros com frequência.
O slogan “Avancemos com o espírito da Chollima” foi adotado para ajudar a motivar os trabalhadores, com o resultado de que foram relatados sucessos em muitas áreas de atividade econômica. A Coreia do Norte experimentou um crescimento industrial anual de 36,6% durante o plano de cinco anos.
Em 1959, foi iniciado o Movimento da Equipe de Trabalho Chollima. Este era um sistema de competição socialista travada entre equipes de trabalhadores, defendendo o estilo de vida comunista e trabalhando sob o elevado ideal socialista “Um por todos e todos por um”. “Uma equipe de trabalho receberia o título de Equipe de Trabalho Chollima ao estabelecer um objetivo de produção suficientemente elevado para se destacar entre outras equipes de trabalho em toda o país e atingir efetivamente o objetivo avaliado de forma competitiva no âmbito de um sistema de avaliação nacional." Se o título fosse recebido, a equipe e os seus membros receberiam itens honoríficos como banners com Chollima em relevo, bandeiras e cadernos de notas.
O Movimento da Equipe de Trabalho Chollima foi iniciado por Chin Ung-won, que organizou colegas de trabalho em sua equipe de trabalho com o objetivo de alcançar uma produção muito superior à cota atribuída a eles. Com o sucesso de Chin e o incentivo do governo nacional, o movimento ganhou rápido apoio massivo e Chin se tornou o trabalhador coreano ideal. O Movimento da Equipe de Trabalho Chollima ganhou 178 000 membros menos de um ano e meio após seu início.

## Efeitos

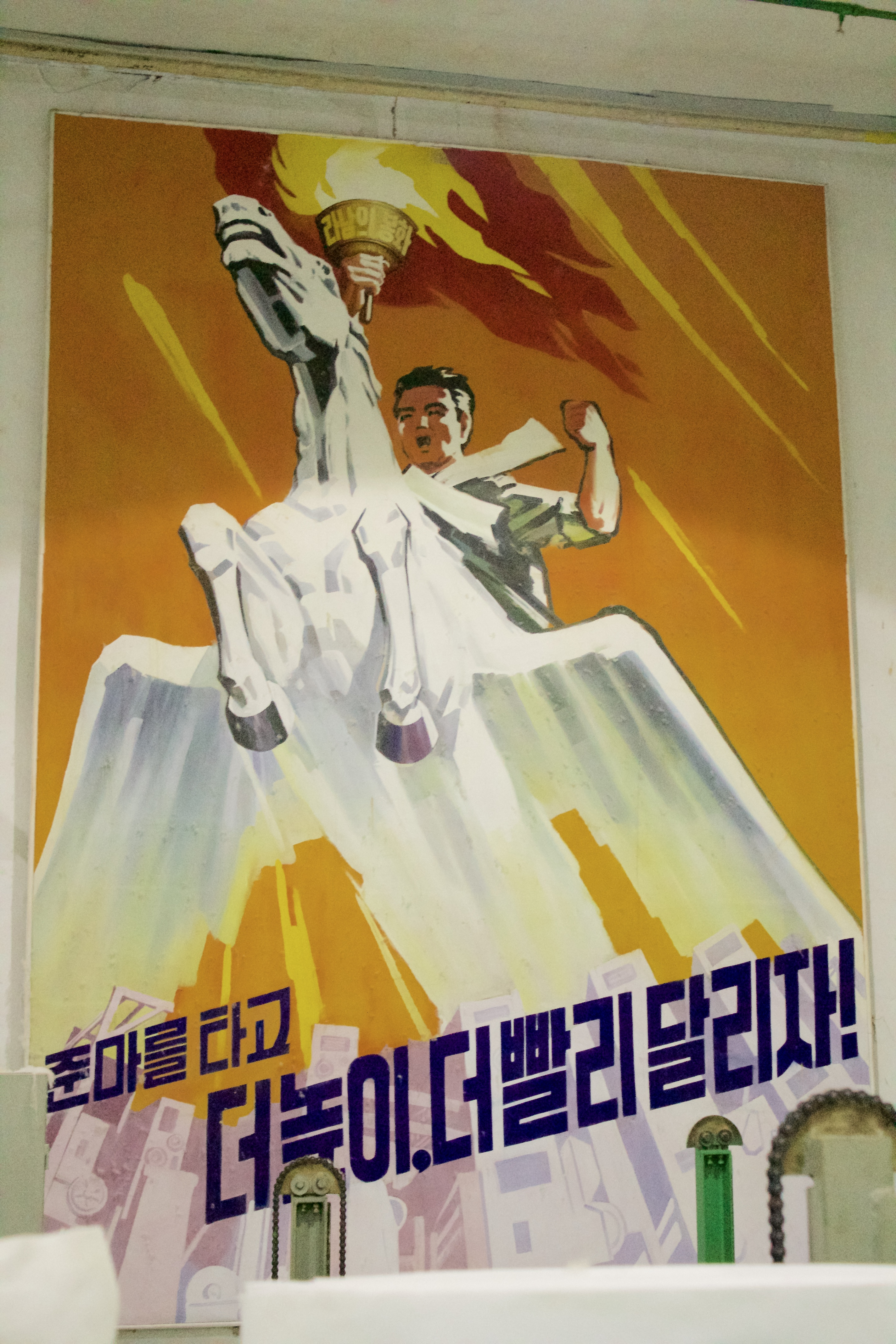
Cartaz de propaganda de Chollima em uma fábrica

Este movimento Chollima, no entanto, não foi capaz de manter o sucesso indefinidamente. A nação obteve ganhos de curto prazo em quantidade de produção, mas ao custo de uma qualidade inferior. A economia foi distorcida à medida que os recursos foram transferidos para financiar amplamente as indústrias, negligenciando outros setores necessários. A exaustão humana também acompanhou esse movimento. Restou pouco trabalho e os recursos foram levados ao limite. A produção econômica começou a cair e em 1961 o país enfrentava uma força de trabalho exausta. Em meados da década de 1960, a Coreia do Norte parou de publicar estatísticas econômicas, exceto no que diz respeito ao aumento percentual em relação aos períodos anteriores. A economia dirigida por Kim Il Sung, sem dúvida, precisava de alterações. Kim Il Sung, entretanto, não tinha economistas dispostos ou capazes de dizer a ele que seus planos econômicos precisavam ser mudados. A Coreia do Norte nunca denunciou o plano Chollima ou reconheceu seus fracassos. Até Kim Jong-il fez discursos elogiando Chollima até sua morte.
Chollima ainda é apoiado e usado pelo atual regime norte-coreano. O termo Chollima e as ideias do movimento inicial ainda existem na Coreia do Norte hoje. Kim Jong-un deu orientação de campo para grandes estabelecimentos industriais, exatamente como Kim Il Sung havia feito no passado. Os trabalhadores norte-coreanos foram descritos pela KCNA como estando “cheios de vontade de lutar pela vitória na causa da construção de uma nação próspera em resposta sincera ao apelo [de Kim Jong Un] de "Avançar em direção à vitória final!".
Em outras áreas da sociedade da Coreia do Norte, o termo “velocidade de Chollima” ainda é usado para descrever a rápida conclusão das expectativas, referindo-se tanto ao cavalo mítico quanto ao crescimento econômico na década de 1950. No final da década de 1990, a Coreia do Norte convocou novamente um segundo movimento Chollima para ajudar a fortalecer a nação durante um período de escassez maciça de energia e de fome severa.

## Uso posterior
O Movimento Chollima foi a primeira de muitas campanhas de mobilização em massa na Coreia do Norte, e provavelmente a mais famosa. Desde então, Chollima se tornou um ícone da Coreia do Norte. Várias estátuas do cavalo alado foram construídas em todo o país. A mais significativa é a estátua de Chollima, com 46 metros de altura, na colina Mansu, em Pyongyang. Esta estátua foi concluída em 1961 e construída “para homenagear o heroísmo e o espírito de luta invencível do povo coreano, como o lendário cavalo alado Chollima, que supostamente é capaz de correr mil ri em um dia. Montado no cavalo alado está um trabalhador segurando bem alto a "Carta Vermelha" do Comitê Central do Partido dos Trabalhadores da Coreia e uma jovem camponesa segurando um feixo de arroz”.
Chollima tem sido usada como marca para caminhões, ônibus e tratores na Coreia do Norte. Uma das linhas do metrô de Pyongyang se chama Chollima, assim como a seleção norte-coreana de futebol. O cavalo alado foi retratado na moeda norte-coreana a partir de 1978, bem como em selos postais.